# En pleine bagarre
Pour plus de détails, voir Fiche technique et Distribution.
En pleine bagarre (Mani in alto, littéralement « Haut les mains ») est un film franco-italien réalisé par Giorgio Bianchi et sorti en 1961.

## Synopsis
Un enquêteur privé et un bandit (qui est en fait un agent secret) collaborent activement pour envoyer un gang de trafiquants de drogue en prison.

## Fiche technique
- Titre original : Mani in alto
- Réalisation : Giorgio Bianchi
- Scénario : Italo De Tuddo, Roberto Gianviti, Vittorio Metz, Clarence Weff
- Production : Gallus Films, Napoleon Film
- Photographie : Alfio Contini
- Musique : Piero Piccioni
- Montage : Adriana Novelli
- Durée : 95 minutes
- Dates de sortie :
  - Italie : 23 juillet 1961
  - France : 25 août 1961
- Affiche : Jouineau Bourduge (France)

## Distribution
- Renato Rascel : Renato Micacci
- Eddie Constantine : Felice Esposito
- Dorian Gray : Pupina Micacci
- Fabienne Dali : Gianna
- Pierre Grasset : Jack
- Raoul Delfosse : Pompon
- Mario Frera : Commissaire Treta
- Benedetta Rutili : une ballerine
- Renato Maddalena : l'inspecteur capo
- Vando Tress
- Robert Dalban
- Sylva Koscina
- Georges Lycan
- Magali Noël
- Francis Blanche